# Água Clara

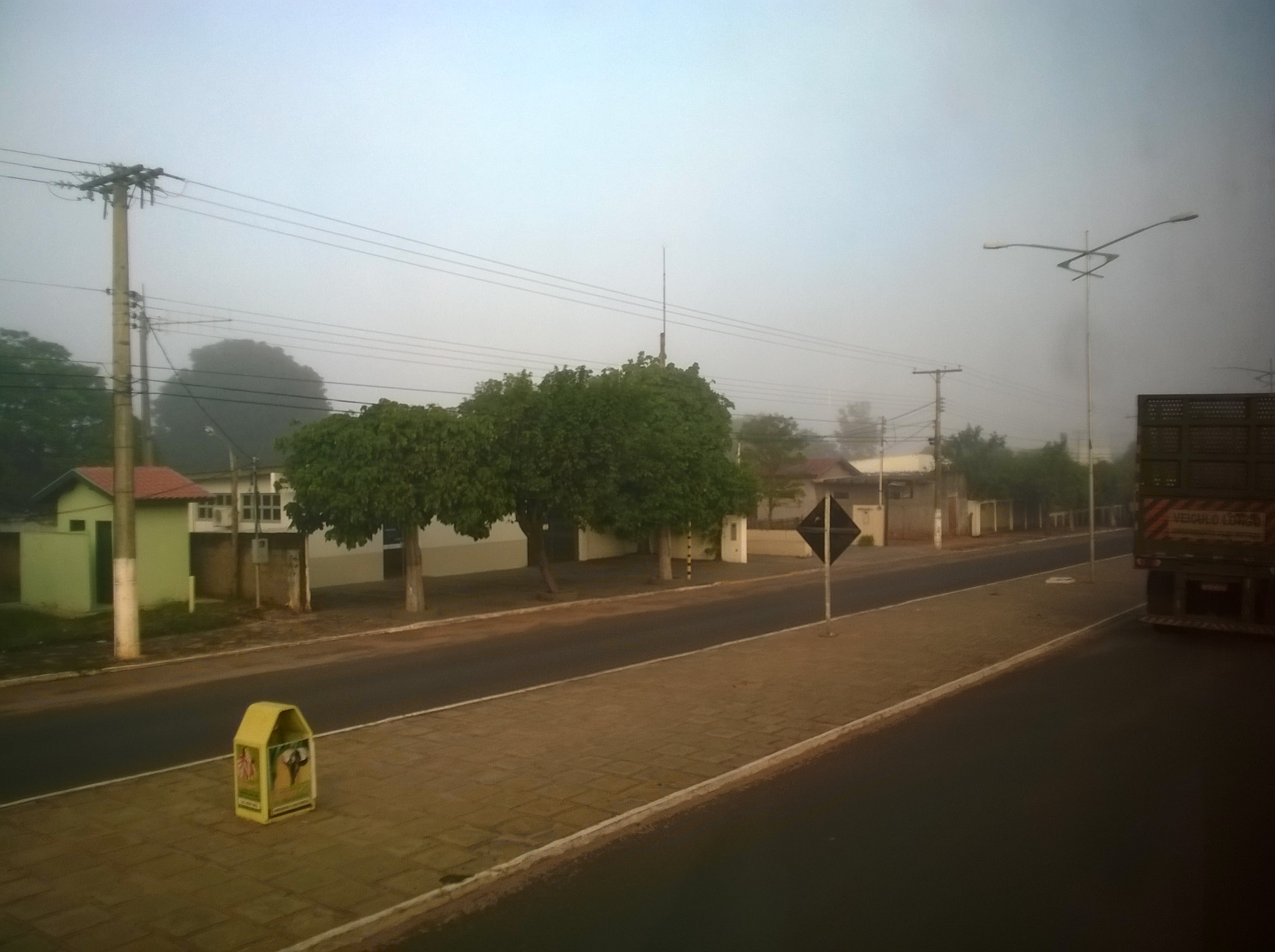
Água Clara.

Água Clara es un municipio brasileño ubicado en el noreste del estado de Mato Grosso do Sul, fue fundado en 1953.
Situado a una altitud de 303 m (994,1 pies), su población según los datos del IBGE para 2004 es de 13.311 habitantes, su superficie es de 11 031 km² (4259,1 mi²), dista de 180 km (111,8 mi) de la capital estatal Campo Grande.
La economía se basa fundamentalmente en la plantación de madera, plantación de soja y en la ganadería.